# Safrol
O safrol é um composto orgânico com a fórmula CH2O2C6H3CH2CH=CH2. É um líquido oleoso incolor, embora as amostras impuras possam parecer amarelas. Membro da família fenilpropanoide de produtos naturais, é encontrado em plantas de sassafrás, entre outras. Pequenas quantidades são encontradas em uma grande variedade de plantas, onde funciona como um inibidor natural de apetite. Ocotea pretiosa, que cresce no Brasil, e Sassafras albidum, que cresce no leste da América do Norte, são as principais fontes naturais de safrol. Ele tem um aroma característico de "loja de doces".
É um precursor na síntese do inseticida sinergista butóxido de piperonila, da fragrância piperonal via isosafrol e da substância empatogênica/entactogênica MDMA.

## História
O safrol foi obtido de várias plantas, mas especialmente da árvore de sassafrás (Sassafras albidum), nativa da América do Norte, e do anis estrelado japonês (Illicium anisatum, chamado de shikimi no Japão). Em 1844, o químico francês Édouard Saint-Èvre determinou a fórmula empírica do safrol. Em 1869, os químicos franceses Édouard Grimaux (1835-1900) e J. Ruotte investigaram e nomearam o safrol. Eles observaram sua reação com o bromo, sugerindo a presença de um grupo alil. Em 1884, o químico alemão Theodor Poleck (1821-1906) sugeriu que o safrol era um derivado do benzeno, ao qual dois átomos de oxigênio foram unidos como epóxidos (éteres cíclicos).
Em 1885, o químico holandês Johann Frederik Eijkman (1851-1915) investigou o shikimol, o óleo essencial obtido do anis estrelado japonês, e descobriu que, após a oxidação, o shikimol formava o ácido piperonílico, cuja estrutura básica havia sido determinada em 1871 pelo químico alemão Wilhelm Rudolph Fittig (1835-1910) e seu aluno, o químico americano Ira Remsen (1846-1927). Assim, Eijkman inferiu a estrutura básica correta do shikimol. Ele também observou que o shikimol e o safrol tinham a mesma fórmula empírica e outras propriedades semelhantes e, portanto, sugeriu que provavelmente eram idênticos. Em 1886, Poleck demonstrou que, após a oxidação, o safrol também formava ácido piperonílico e, portanto, o shikimol e o safrol eram de fato idênticos. Ainda não foi determinado se o grupo C3H5 da molécula era um grupo propenil (R-CH=CH-CH3) ou um grupo alil (R-CH2-CH=CH2). Em 1888, o químico alemão Julius Wilhelm Brühl (1850-1911) determinou que o grupo C3H5 era um grupo alil.

## Ocorrência natural
O safrol é o principal componente do óleo de cânfora marrom feito de Ocotea pretiosa, uma planta que cresce no Brasil, e do óleo de sassafrás feito de Sassafras albidum.
Nos EUA, o óleo de sassafrás culinário disponível comercialmente geralmente não contém safrol devido a uma regra aprovada pela FDA dos EUA em 1960.
O safrol pode ser obtido por meio de extração natural de Sassafras albidum e Ocotea cymbarum. O óleo de sassafrás, por exemplo, é obtido por destilação a vapor da casca da raiz da árvore de sassafrás. O produto resultante da destilação a vapor contém cerca de 90% de safrol em peso. O óleo é seco misturando-se com uma pequena quantidade de cloreto de cálcio anidro. Depois de filtrar o cloreto de cálcio, o óleo é destilado a vácuo a 100 °C sob um vácuo de 11 mmHg (1,5 kPa) ou congelado para cristalizar o safrol. Essa técnica também funciona com outros óleos nos quais o safrol está presente.
O safrol é normalmente extraído da casca da raiz ou do fruto do Sassafras albidum (nativo do leste da América do Norte) na forma de óleo de sassafrás ou da Ocotea odorifera, uma espécie brasileira. O safrol também está presente em determinados óleos essenciais e no óleo de cânfora marrom, que está presente, em pequenas quantidades, em muitas plantas. O safrol pode ser encontrado no anis, na noz-moscada, na canela e na pimenta-do-reino. O safrol pode ser detectado em bebidas líquidas não diluídas e em preparações farmacêuticas por cromatografia líquida de alta eficiência.

## Aplicações
O safrol é um membro do grupo metilenodioxibenzeno, do qual muitos compostos são usados como sinergistas de inseticidas; por exemplo, o safrol é usado como precursor na síntese do inseticida butóxido de piperonila. O safrol também é usado como precursor na síntese da droga ecstasy (MDMA, 3,4-metilenodioximetanfetamina). Antes de o safrol ser proibido pela FDA dos EUA, em 1960, para uso em alimentos, ele era usado como sabor alimentício por seu aroma característico de "loja de doces". Era usado como aditivo em root beer, goma de mascar, pasta de dente, sabonetes e algumas preparações farmacêuticas.
O safrol apresenta funções antibióticas e antiangiogênicas.

## Síntese
Pode ser sintetizado a partir do catecol primeiro pela conversão em metilenodioxibenzeno, que é bromado e acoplado ao brometo de alilo.
O safrol é um precursor versátil de muitos compostos. Exemplos são as N-acilaril-hidrazonas, isósteros, derivados de aril-sulfonamida, derivados de sulfonil-hidrazona ácida, derivados de benzotiazina, e muitos outros.

## Isosafrol
O isosafrol é produzido sinteticamente a partir do safrol. Ele não é encontrado na natureza. O isosafrol apresenta-se em duas formas: trans-isosafrol e cis-isosafrol. O isosafrol é usado como precursor da droga psicoativa MDMA (ecstasy). Quando o safrol é metabolizado, vários metabólitos podem ser identificados. Foi demonstrado que alguns desses metabólitos apresentam efeitos toxicológicos, como o 1′-hidroxisafrol e o 3′-hidroxisafrol em ratos. Outros metabólitos do safrol encontrados na urina de ratos e humanos incluem 1,2-dihidroxi-4-alilbenzeno ou 1(2)-metoxi-2(1)hidroxi-4-alilbenzeno.

## Metabolismo
O safrol pode ser submetido a várias formas de metabolismo. As duas principais rotas são a oxidação da cadeia lateral alílica e a oxidação do grupo metilenodioxi. A oxidação da cadeia lateral alílica é mediada por um complexo do citocromo P450, que transformará o safrol em 1′-hidroxisafrol. O 1′-hidroxisafrol recém-formado passará por uma reação de metabolismo de drogas de fase II com uma enzima sulfotransferase para criar o 1′-sulfoxisafrol, que pode causar adutos de DNA. Uma via de oxidação diferente da cadeia lateral alílica pode formar o epóxido de safrol. Até o momento, isso só foi encontrado em ratos e porquinhos-da-índia. O epóxido formado é um metabólito pequeno devido à formação lenta e ao metabolismo posterior do composto. Uma enzima epóxido hidratase atuará sobre o epóxido para formar dihidrodiol, que pode ser secretado na urina.
O metabolismo do safrol por meio da oxidação do metilenodioxi ocorre por meio da clivagem do grupo metilenodioxi. Isso resulta em dois metabólitos principais: alilcatecol e seu isômero, propenilcatecol. O eugenol é um metabólito menor do safrol em humanos, camundongos e ratos. A cadeia lateral de alil intacta do alilcatecol pode então ser oxidada para produzir 2′,3′-epoxipropilcatecol. Isso pode servir como substrato para uma enzima epóxido hidratase e hidratará o 2′,3′-epoxipropilcatecol em 2′,3′-dihidroxipropilcatecol. Esse novo composto pode ser oxidado para formar ácido propiônico (PPA), que é uma substância relacionada a um aumento no estresse oxidativo e na atividade da glutationa S-transferase. O PPA também causa uma diminuição na atividade da glutationa e da glutationa peroxidase. O epóxido de alilcatecol também pode ser gerado a partir da clivagem do grupo metilenodioxi do epóxido de safrol. A clivagem do anel metilenodioxi e o metabolismo do grupo alil envolvem oxidases de função mista microssômicas hepáticas.

## Toxicidade
Estudos toxicológicos demonstraram que o safrol é um hepatocarcinogênico fraco em doses mais altas em ratos e camundongos. O safrol requer ativação metabólica antes de apresentar efeitos toxicológicos. A conversão metabólica do grupo alil no safrol é capaz de produzir intermediários que são diretamente capazes de se ligar covalentemente ao DNA e às proteínas. O metabolismo do grupo metilenodioxi em um carbeno permite que a molécula forme complexos ligantes com o citocromo P450 e o P448. A formação desse complexo leva a quantidades menores de citocromo P450 livre disponível. O safrol também pode se ligar diretamente ao citocromo P450, levando à inibição competitiva. Esses dois mecanismos resultam na redução da atividade da oxidase de função mista.
Além disso, devido às propriedades estruturais e funcionais alteradas do citocromo P450, pode ocorrer a perda de ribossomos que estão ligados ao retículo endoplasmático por meio do citocromo P450. Assim, o grupo alil contribui diretamente para a mutagenicidade, enquanto o grupo metilenodioxi está associado a alterações no sistema do citocromo P450 e a aspectos epigenéticos da carcinogenicidade. Em ratos, o safrol e os compostos relacionados produziram tumores benignos e malignos após a ingestão pela boca. As alterações no fígado também são observadas por meio do aumento das células hepáticas e da morte celular.
Nos Estados Unidos, ele já foi amplamente utilizado como aditivo alimentar em root beer, chá de sassafrás e outros produtos comuns, mas foi proibido para consumo humano pela FDA depois que estudos realizados na década de 1960 sugeriram que o safrol era carcinogênico, causando danos permanentes ao fígado de ratos; os produtos alimentícios vendidos que alegam conter sassafrás, em vez disso, contêm um extrato de sassafrás sem safrol. O uso do safrol em sabonetes e perfumes também é proibido pela Associação Internacional de Perfumes.
De acordo com um estudo de 1977 sobre os metabólitos do safrol em ratos e humanos, dois metabólitos carcinogênicos do safrol encontrados na urina de ratos, o 1′-hidroxisafrol e o 3′-hidroxiisosafrol, não foram encontrados na urina humana. A Comissão Europeia de Saúde e Proteção ao Consumidor considera o safrol genotóxico e carcinogênico. Ele ocorre naturalmente em uma variedade de especiarias, como canela, noz-moscada e pimenta-do-reino, e em ervas como o manjericão. Nessa função, o safrol, como muitos compostos de ocorrência natural, pode ter uma capacidade pequena, mas mensurável, de induzir o câncer em roedores. Apesar disso, os efeitos em seres humanos foram estimados pelo Laboratório Nacional Lawrence Berkeley como sendo semelhantes aos riscos apresentados pela respiração do ar em ambientes fechados ou pelo consumo de água fornecida pela prefeitura.

## Efeitos adversos
Além de ser um hepatocarcinogênico, o safrol apresenta outros efeitos adversos, pois induz a formação de hidroperóxidos lipídicos hepáticos. O safrol também inibe a função defensiva dos neutrófilos contra bactérias. Além da inibição da função defensiva dos neutrófilos, também foi descoberto que o safrol interfere na formação de superóxidos pelos neutrófilos. Além disso, o óxido de safrol, um metabólito do safrol, tem um efeito negativo no sistema nervoso central. O óxido de safrol inibe a expressão da integrina β4/SOD, o que leva à apoptose das células nervosas.

## Uso na produção de MDMA
O safrol está listado como precursor da Tabela I da Convenção das Nações Unidas contra o Tráfico Ilícito de Entorpecentes e Substâncias Psicotrópicas. Devido ao seu papel na fabricação de MDMA, o safrol, o isosafrol e o piperonal são precursores da Categoria I de acordo com o regulamento nº 273/2004 da Comunidade Europeia. Nos Estados Unidos, o safrol é atualmente um produto químico da Lista I.
A casca da raiz do sassafrás americano contém uma baixa porcentagem de óleo volátil a vapor, que normalmente é 75% de safrol. As tentativas de refinar o safrol a partir da casca do sassafrás em grandes quantidades geralmente não são economicamente viáveis devido ao baixo rendimento e ao alto esforço. No entanto, quantidades menores podem ser extraídas com bastante facilidade por meio de destilação a vapor (cerca de 10% da massa da casca seca da raiz de sassafrás ou cerca de 2% da casca fresca). A demanda por safrol está causando a colheita rápida e ilícita da árvore Cinnamomum parthenoxylon no Sudeste Asiático, em particular nas Montanhas Cardamomo no Camboja. No entanto, não está claro que proporção do safrol colhido ilegalmente está sendo destinada à produção de MDMA, já que mais de 90% do suprimento global de safrol (cerca de 2.000 toneladas ou 2.200 toneladas curtas por ano) é usado para fabricar pesticidas, perfumes e outros produtos químicos. A colheita sustentável de safrol é possível a partir de folhas e caules de certas plantas, incluindo as raízes de mudas de cânfora.